# دهستان رونیز
رونیز، دهستانی است از توابع بخش رونیز شهرستان استهبان در استان فارس ایران.

## جمعیت
براساس سرشماری سال ۱۳۸۵ جمعیت آن ۵٬۶۳۹ نفر (۱٬۳۴۴ خانوار) بوده‌است.